# Callancyla atrocoerulea
Callancyla atrocoerulea is een keversoort uit de familie van de boktorren (Cerambycidae). De wetenschappelijke naam van de soort werd voor het eerst geldig gepubliceerd in 1970 door Zajciw.